# Utaqqiurviarjuruluk
Utaqqiurviarjuruluk, tidigare namn Ugpitimik Island, är en ö i Kanada.   Den ligger i territoriet Nunavut, i den östra delen av landet, 2 400 km norr om huvudstaden Ottawa.
Trakten runt Utaqqiurviarjuruluk består i huvudsak av gräsmarker. Trakten runt Utaqqiurviarjuruluk är nära nog obefolkad, med mindre än två invånare per kvadratkilometer.